# Sfogliatella
La sfogliatella (au pluriel : sfogliatelle) est une pâtisserie typique de la Campanie. En forme de cône découpé en lamelles, évoquant la forme d'un coquillage, elle peut être préparée avec de la pâte feuilletée ou de la pâte brisée. Elle est fourrée de ricotta, parfumée à la vanille ou à la cannelle, et d'écorces d'orange (ou autres fruits confits). Elle se déguste chaude, à peine sortie du four.
Elle bénéficie d'une appellation au titre des « produits agroalimentaires traditionnels italiens ».
Cette pâtisserie est principalement consommée au petit-déjeuner ou en dessert, accompagnée d’un café ou d’un cappuccino.

## Histoire
La recette fut créée au XVIIIe siècle par les sœurs dans les cuisines du monastère de Santa Rosa de Lima, à Conca dei Marini, sur la côte amalfitaine, et prit le nom de santarosa en honneur de la sainte à qui était dédié le couvent. En 1818, un aubergiste napolitain, Pasquale Pintauro, entra en possession de la recette de la santarosa et, en la modifiant, il inventa la sfogliatella (feuilletées en italien),. La pâtisserie Pasquale Pintauro, via Toledo, à Naples, est maintenant fermée après être restée ouverte jusqu’en 2024.

## Variantes
Outre la sfogliatella santarosa, la coda d'aragosta (aragostine en français, queue de langouste) — d'un format beaucoup plus grand — est remplie de panna cotta, crème au chocolat, crème chantilly ou confiture. Connue à Salerne sous le nom d'apollino, ainsi qu'à New York au début des années 1900 dans les boulangeries italo-américaines, elle est appelée lobster tail.
À Malte, la sfogliatella se consomme plutôt salée.